# ACR AB
ACR, eller mer fullständigt ACR Aviation Capacity Resources AB, är ett svenskt företag som är verksamt inom flygledning. 1 januari 2014 drev ACR lokal flygledning vid nio kommunala flygplatser i Sverige.
Bakgrunden till ACR:s verksamhet är att lokal flygtrafiktjänst i Sverige började konkurrensutsättas från 1 september 2010, efter att tidigare ha bedrivits med monopol av statliga LFV (Luftfartsverket). Vid de kommunala flygplatserna Småland Airport i Växjö, Örebro flygplats och Stockholm-Västerås flygplats i Västerås vann ACR den första upphandlingen i konkurrens, och tog därför över ansvaret för flygledningen från 1 mars 2011. I Västerås tvingades dock ACR inledningsvis utnyttja LFV som underleverantör under ett år på grund av brist på egen personal.
ACR har därefter tagit över flygledningen vid Trollhättan-Vänersborgs flygplats flygplats från 1 januari 2012, och Kalmar Öland Airport, Norrköping flygplats, Skellefteå Airport, Jönköping Airport och Karlstad Airport från 1 januari 2014.